# Spooky Tooth
Spooky Tooth — angielska grupa soul rockowa założona w 1967 roku przez Mike Harrisona oraz Gary'ego Wrighta. 
Początkowo związana z brytyjską kontrkulturą hippisowską, od wczesnych lat 70 zwróciła się w stronę rocka chrześcijańskiego. Główny korpus utworów Spooky Stooth charakteryzuje się łagodnym, akustycznym brzmieniem, częstym wykorzystaniem chórów gospel, oraz egzystencjalnymi tekstami. Chociaż grupa nie osiągnęła sukcesu komercyjnego, przez krytyków uznawana jest za jedną z najważniejszych formacji brytyjskiej muzyki rockowej, a dwie płyty (Spooky Two oraz Mirror) zalicza się do arcydzieł.

## Historia
Zespół powstał w 1967 roku, gdy do wywodzącego się z Carlisle w północno-wschodniej Anglii kwartetu The Art (jego członkowie grali wspólnie od 1963 również pod nazwami The Ramrods, The V.I.P.'s) dołączył amerykański organista i wokalista Gary Wright, wcześniej lider zespołu The New York Times.
W składzie: Mike Harrison (instr. klawiszowe, śpiew),  Greg Ridley (gitara basowa, śpiew), Luther Grosvenor (gitara, śpiew), Mike Kellie (perkusja) i Gary Wright (organy, śpiew) powstały dwa pierwsze albumy: It's All About i Spooky Two. W tym okresie zespół prezentował potężne organowo-gitarowe brzmienie. W repertuarze ujawniał się wyraźny wpływ pieśni gospel (Evil Woman czy nagrane z żeńskim chórem Waitin' for the Wind, Feelin' Bad i I've Got Enough Heartaches). Zainteresowanie muzyką religijną potwierdziła płyta Ceremony – msza rockowa nagrana z udziałem francuskiego awangardowego kompozytora, pioniera muzyki konkretnej Pierre'a Henry.
W 1970 roku odszedł Gary Wright, a grupa po nagraniu płyty The Last Puff (z Chrisem Staintonem na organach) zawiesiła działalność. W 1972 Mike Harrison i Gary Wright wznowili współpracę. Spooky Tooth w zmieniającym się składzie nagrali 3 płyty (ostatnia bez Harrisona).  Kompozycje z tego okresu miały dość stereotypowy rockowy charakter. W 1974 r. zespół rozpadł się.
W 1997 r. Harrison, Grosvenor, Ridley i Kellie reaktywowali zespół, czego owocem była płyta Cross Purpose, wydana w 1999 r. Od tamtej pory Spooky Tooth sporadycznie koncertuje,  m.in. w 2007 r. wydana została płyta DVD zawierająca zapis koncertów w Niemczech w 2004 r., Nomad Poets (z udziałem Garry'ego Wrighta).

## Dyskografia
- 1968 – It's All About (reedycja w 1971 jako Tobacco Road)
- 1969 – Spooky Two
- 1969 – Ceremony
- 1970 – The Last Puff
- 1973 – You Broke My Heart So I Busted Your Jaw
- 1973 – Witness
- 1974 – The Mirror
- 1999 – Cross Purpose
- 1999 – The Best of Spooky Tooth: That Was Only Yesterday
- 2000 – Comic Violence (płyta The Mirror z nieco zmienioną kolejnością nagrań)
- 2001 – BBC Sessions
- 2007 – Nomad Poets (DVD)